# Marsonetto

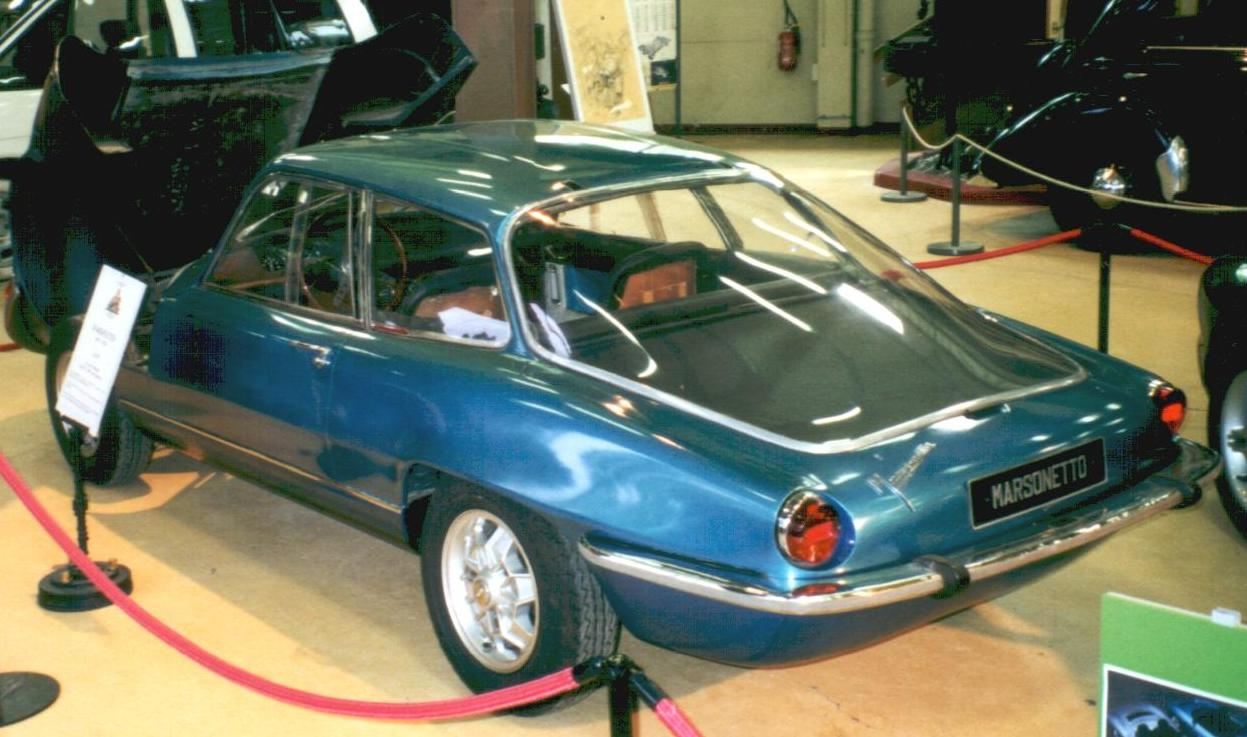
Marsonetto Mars-1, zweite Ausführung mit Schrägheck, von 1968

Ateliers Marsonetto war ein französischer Hersteller von Automobilen.

## Unternehmensgeschichte
Der Karosseriebauer Mario Marsonetto gründete 1946 das Unternehmen in Lyon. Zwischen 1957 und 1959 sowie zwischen 1965 und 1972 stellte er Automobile her. Der Markenname lautete Marsonetto.

## Fahrzeuge
Das Modell von 1957 war der Luciole, entworfen von Baptiste Luciole. Dies war ein Coupé. Für den Antrieb sorgte der Zweizylindermotor aus dem Panhard Dyna Z. Wahlweise konnte auch der Vierzylindermotor des Renault 4 CV verwendet werden. Von diesem Modell entstanden 15 Fahrzeuge.
1965 erschien der Mars-1. Dieses Coupé mit einer Karosserie aus Kunststoff bot Platz für vier Personen. Der Vierzylindermotor des Renault 8 sorgte für den Antrieb. Das Fahrzeug verfügte über Frontantrieb. 1968 wurde das Modell überarbeitet. Auffallend war die große Heckscheibe. Der Motor aus dem Renault 16 TS trieb das Fahrzeug an. Die Höchstgeschwindigkeit war mit 225 km/h angegeben.
Ein Fahrzeug war 2001 im Musée Henri Malartre in Rochetaillée-sur-Saône ausgestellt.